# Autostrada E55 (Dania)
Autostrada E55 biegnąca ze północy na południe z portu promowego w Helsingør do węzła Eskilstrup.
Autostrada oznakowana jest jako E55.

## Odcinki międzynarodowe
Droga na całej długości jest częścią trasy europejskiej E55.